# Augenfleck-Knallkrebs
Der Augenfleck-Knallkrebs (Alpheus soror) ist ein recht groß werdender Knallkrebs. Er lebt in Korallenriffen und wurde bisher bei Sri Lanka, den Malediven, den Philippinen und im australischen Korallenmeer nachgewiesen. Wahrscheinlich ist er im tropischen Indopazifik weiter verbreitet.

## Merkmale
Der Augenfleck-Knallkrebs erreicht eine maximale Körperlänge von acht Zentimeter und ist orange gefärbt. Carapax und Abdomen sind weiß gepunktet. Die Scheren und die Laufbeine sind violett oder bläulich, die Scherenspitzen sind orange. Auf dem zweiten Segment des Abdomens befindet sich ein auffallender, großer Augenfleck. Wie andere Knallkrebse ist er in der Lage, mit einer der beiden Scheren einen Wasserstrahl und ein lautes Geräusch zu erzeugen, indem er den Dactylus, das bewegliche Scherenglied, plötzlich gegen den Propodus, das unbewegliche Scherenglied, schnellen lässt.

## Lebensweise
Der Augenfleck-Knallkrebs lebt sehr versteckt in selbst gegrabenen Höhlen oder in natürlichen Gängen und Spalten im Riff. Im Unterschied zu vielen anderen Arten der Gattung Alpheus lebt er nicht in Symbiose mit Wächtergrundeln. Er vertreibt jedoch auch keine Zwergbarsche aus seinen Höhlen (Aquarienbeobachtung an Pseudochromis dilectus und P. fridmanni, A. Luty). Der Knallkrebs wurde im Aquarium beim Putzen von parasitenbefallenen Riffbarschen und Doktorfischen beobachtet. Dabei haben die Fische den Krebs in seiner Höhle zum Putzen aufgefordert (Beobachtung A. Luty, beschrieben in: DATZ 5/2009).